# Pétanqui
Pétanqui é um filme da Costa do Marfim de 1983 dirigido por Yeo Kozoloa, baseado no livro 15 ans ça suffit de Amadou Ousmane.

## Sinopse
Em plena seca, Pétanqui - encarregado da distribuição dos bens alimentares à população - tem uma boa vida, uma bela casa, amantes e um carro do governo. O seu filho regressa de França com uma licenciatura em Direito e, embora não aprove o estilo de vida do pai, aceita defendê-lo quando ele é processado por peculato. A sua defesa transforma-se num ataque fortíssimo aos funcionários e membros do governo que tiram proveito da situação, considerando o seu pai como um pequeno mal no meio da corrupção geral.

## Elenco
- Sidiki Bakaba
- Douta Seck